# Сан-Гаэтано (титулярная церковь)
Титулярная церковь Сан-Гаэтано (лат. Titulus Sancti Caietani) — титулярная церковь была создана Папой Франциском 30 сентября 2023 году. Титул принадлежит церкви Сан-Гаэтано, расположенной в квартале Рима Тор-ди-Квинто, на виа Тускания, 12. Приходская церковь основана 29 мая 1962 года и посвящена Каэтану Тиенскому.

## Список кардиналов-священников титулярной церкви Сан-Гаэтано
- Диего Рафаэль Падрон Санчес — (30 сентября 2023 — по настоящее время).